# Răcătău de Jos
Răcătău de Jos – wieś w Rumunii, w okręgu Bacău, w gminie Horgești. W 2011 roku liczyła 86 mieszkańców.